# Corona 75
Corona 75 – amerykański satelita rozpoznawczy. Był 25. statkiem serii Keyhole-4 ARGON tajnego programu CORONA. Jego zadaniem było wykonanie wywiadowczych zdjęć Ziemi. Satelita wyniósł ładunek dodatkowy w postaci satelity zwiadu elektronicznego Hitchhiker 3. Większość materiału filmowego była zamglona. Satelita prowadził także pomiary promieniowania kosmicznego. Kapsułę powrotną przechwycono nad Oceanem Spokojnym.

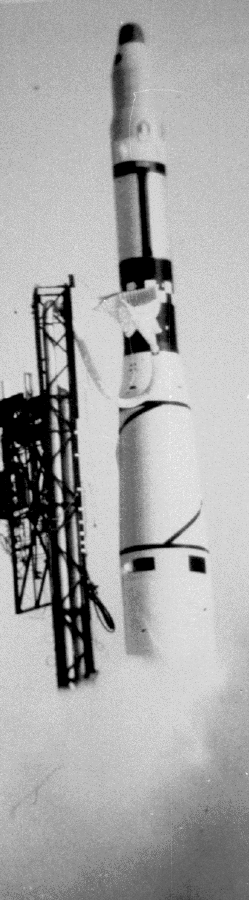
Start rakiety Thor Agena D z satelitą Corona 75 na pokładzie

Udane misje serii KH-4 wykonały łącznie 101 743 zdjęcia na prawie 72 917 metrach taśmy filmowej.